# WDR 3

Logo von 1970 bis 1995

WDR 3 ist die Hörfunk-Kulturwelle des Westdeutschen Rundfunks in Nordrhein-Westfalen.

## Geschichte
In den Weihnachtsferien 1954/55 sowie ein und zwei Jahre später (bis 1956/57) strahlten WDR und NDR (damals noch NWDR) erstmals ein an das dritte Programm der BBC angelehnte WDR 3 und NDR 3 aus; die Sendungen richteten sich – wie die der BBC – an ein „gehobenes“ Publikum, das nach den Worten des damaligen Intendanten Hanns Hartmann bereit sein solle „mitzutun, mitzudenken und mitzuempfinden“. Nach Probeläufen für ein Vollprogramm 1962 sendete der WDR ab dem 1. Januar 1963 fünf Tage die Woche „WDR 3“. Ab dem 29. März 1964 sendete das dritte Hörfunkprogramm täglich. Im Unterschied zum heutigen Programmauftrag stand in den ersten Jahrzehnten die Bildung im Vordergrund. Politisches Wort, kulturelles Wort, klassische Musik und weitere Programmelemente wie Hörspiele waren diesem Bildungsbegriff untergeordnet.
Ab 1973 wurde das Programm sukzessive zum heutigen musikgeprägten Kulturprogramm umgestaltet und dafür u. a. großflächige Musiksendungen geschaffen. So entstand 1987 die vormittags ausgestrahlte Sendung Klassik-Forum, in der die Redakteure selbst im Studio sind und die von ihnen ausgewählte Musik ausführlich moderieren. Im Gegensatz zum restlichen Tagesprogramm finden hier regelmäßig ganze Werke mit Laufzeiten bis zu einer knappen Stunde ihren Platz.
Seit der Reform im Jahre 2001 ist eine immer deutlichere Positionierung von WDR 3 als Begleitprogramm mit Magazincharakter erkennbar. Dies betrifft insbesondere die Programmschiene von 12 bis 20 Uhr.
Seit 1999 leitete Karl Karst das Programm.
Im Januar 2020 übernahm Matthias Kremin die WDR-3-Programmleitung.
Zusätzlich zu UKW kann WDR 3 seit 1. September 2014 auch landesweit über DAB+ empfangen werden.

Altes Logo bis 4. April 2014

## Konzept
Das Radioprogramm ist laut Selbstdarstellung des WDR dem „anspruchsvollen Wort“ und der klassischen Musik verpflichtet. Auch modernen Ansätzen der Musik werde breiter Raum eingeräumt. Nach WDR 5 ist WDR 3 der Sender mit der höchsten Informationsdichte aus den Bereichen Politik und Kultur. Das Magazin Journal behandelt aktuelle Ereignisse mehrmals täglich. In diesen achtminütigen Sendungen werden Kurznachrichten, ein Kommentar und mehrere Beiträge gebracht. Zu den früheren renommierten Wortsendungen von WDR 3 gehörten unter anderem Am Abend vorgestellt und das 1967 etablierte Kritische Tagebuch.
Der Werbe-Claim der Welle änderte sich mehrfach. Ab dem Jahr 1999 (evtl. sogar früher) bis 2007 lautete er „WDR 3. Das Kulturereignis“; dazu über die Jahre wechselnde, mehr oder weniger abstrakte, jedoch zielgruppenunabhängige Symbolbilder, etwa das einer Wasseroberfläche. Ab 2008 war der Claim „WDR 3. Aus Lust am Hören“, und die Website und Werbebroschüren wandten sich optisch an die Zielgruppe der „Best Ager“ und Rentner. Auf dem Leitfoto der WDR-3-Website war lange Zeit eine Frau über 50 Jahren mit Ohrhörern und MP3-Player glücklich in freier Natur zu sehen, im Jahr 2011 ein weißhaariger Mann mit Kopfhörer und weißem Notebook in fast steriler, schneeweißer Umgebung. Seit dem Jahr 2012 fehlt der Welle die Werbezeile.
In loser Folge öffnet WDR 3 sein Programmschema und sendet zu einem bestimmten Thema einen ganzen „Radiotag“, etwa am 21. September 2013, 99 Jahre nach dem Beginn des Ersten Weltkriegs, unter dem Titel Atemlos, taumelnd, überhitzt. Der Vorabend des Ersten Weltkriegs.

## Programmreformen und Kontroversen
Wie alle Wellen der ARD durchlief auch WDR 3 im Laufe seiner Geschichte zahlreiche Programmreformen, die stets Kritik provozierten. Bis zur Reform 2004 wuchs die Welle inhaltlich, die Zahl neuer Sendungen nahm zu, Wortanteile weiteten sich aus. Seit 2004 ist diese Tendenz rückläufig. Viele „Wortinseln“ wurden abgeschafft oder wanderten in veränderter Form zu WDR 5 ab.

### Reform 2001
Diese Reform bewarb der WDR so:
„Ab März erklingt das neue Programm der Hörfunk-Kulturwelle WDR 3: eine geänderte Programmstruktur, jede Menge neue Sendungen. WDR 3 open, WDR 3.pm oder Resonanzen – Die neuen Sendetitel deuten es schon an: WDR 3 setzt zeitgemäße Akzente – und rückt näher heran an die kulturellen und musikalischen Ereignisse von heute. […] Die Veränderungen bei WDR 3 setzen die Linie der Programmreform von 1998 fort. Ziel ist eine Bestärkung des Kulturengagements: ‚Für mich ist dies die konsequente Fortentwicklung eines großen, traditionsreichen Kulturprogramms, das dem öffentlich-rechtlichen Rundfunk gut zu Gesicht steht‘“, so Karl Karst, Programmchef WDR 3.
Der Reform fiel unter anderem die literaturkritische Sendung Am Abend vorgestellt (Montag–Freitag, 23.05–23.30 Uhr) zum Opfer. Von ihr blieb nur die am Mittwoch ausgestrahlte und von Lothar Fend betreute und moderierte Rubrik Gutenbergs Welt übrig und wurde auf den Sonntag, 12.05–13.00 Uhr, verschoben.

### Reform 2004
Eine Programmreform am 1. Januar 2004 weitete die beiden kulturellen Magazinsendungen Mosaik und Resonanzen zeitlich stark aus, ohne jedoch die Anzahl der Beiträge, also der Informationen zu erhöhen. Ziel der Programmreform war, durch ein noch breiteres musikalisches Angebot auch jüngere Hörer (ab 30 Jahren) für das Programm zu interessieren. Deshalb wurde eine „Zweiteilung“ des Programmablaufes beschlossen: Von 6:00 Uhr bis 15:00 Uhr sendete die Welle ausschließlich klassische Musik, nach 15:00 Uhr öffnete sich das musikalische Spektrum Richtung Jazz und Easy Listening. Der WDR selbst begründete die Reform mit einem Ausbau des kulturellen Angebots und einer Abgrenzung von anderen WDR-Wellen:
„Mit den neuen Angeboten ist WDR 3 eine deutliche Alternative zu den informations- [gemeint ist WDR 2] und servicegeprägten [gemeint ist WDR 5] Sendungen anderer Programme, ohne dass die kulturinteressierten Hörer auf politische Kerninformation verzichten müssten.“

### Reform 2008
Die nächste Programmreform im Jahr 2008 wurde in der Öffentlichkeit noch kontroverser diskutiert. Insbesondere war vorgesehen, den Wortanteil am Programm noch weiter abzusenken, was den Reformern den Vorwurf der Dudelfunk-Begünstigung einbrachte. Am 1. September 2008 trat diese Reform in leicht überarbeiteter Version in Kraft, bei der unter anderem die monothematischen Musikpassagen am Nachmittag zum Magazin mit klassischer Musik wurden. Der Reform fiel die politische Kommentarsendung Tageszeichen, eine verkürzte Nachfolgerin des legendären Kritischen Tagebuchs, zum Opfer.

### Reform 2012
Eine weitere geplante Programmreform sollte schon im März 2012 greifen, stieß jedoch auf noch heftigeren Widerstand, zuletzt in Form einer im Internet geführten Unterschriftenliste, die bis Ende Mai 2012 von fast 19.000 Personen unterzeichnet wurde. Die Unterzeichner von „Die Radioretter – Initiative für Kultur im Rundfunk“ monierten in einem offenen Brief an die Intendantin Monika Piel:

„[…] die Streichung von täglich 32 Minuten politischer Berichterstattung im ‚Journal‘, das Verschwinden eines wöchentlichen Feature-Platzes für Musik und Literatur, die Verwandlung des werktäglichen aktuellen Kulturmagazins „Resonanzen“ in ein Wiederholungsprogramm und das Aus für das sonntägliche Auslandsmagazin ‚Resonanzen weltweit‘ – um nur einige der als Organisationsreform angekündigten ‚Kleinigkeiten‘ zu nennen.“

Sie unterstellten den Reformern, insbesondere dem Hörfunkdirektor, „den Blick für die Verhältnismäßigkeit der Mittel“ verloren zu haben:

„Die Einsparungen im WDR 3-Radio wären ja nur ein Klacks im Vergleich zu den Unsummen, die für den Profi-Fußball im Fernsehen ausgegeben werden. Oder die der gebührenfinanzierte Selbstfindungsprozess teurer Moderatoren im Vorabendprogramm kostet.“

Der WDR verschob die Reform auf den Mai 2012. Hörfunkdirektor Schmitz wies die Kritik in einem offenen Brief zurück:

„Der WDR ist und bleibt die ARD-Anstalt mit den meisten Sendeplätzen für Features und Hörspiele.“

Er unterstellte dem Gros der Unterzeichner der Protestnote:

„Es spricht nach meiner Wahrnehmung einiges dafür, dass viele Feststellungen und Forderungen inspiriert sind von einem Kulturradio-Verständnis, das in den 1970er-Jahren modern war.“

In einer Sitzung des Rundfunkrates des WDR am 2. März 2012 stand die Reform auf der Agenda, obwohl nicht der Rundfunkrat, sondern die Intendantin letzten Endes entscheiden muss. Die Vorsitzende des WDR-Rundfunkrats, Ruth Hieronymi (CDU), forderte in dieser Sitzung:

„Mögliche Änderungen müssen dem Alleinstellungsmerkmal von WDR 3 als musikgeprägtem, anspruchsvollen Kulturprogramm gerecht werden.“

In seiner Sitzung am 30. Mai 2012 billigte der Rundfunkrat des WDR schließlich die aufgrund der Proteste nachgebesserte Programmreform. Das Programm werde einerseits um ein aktuelles Kulturmagazin am Sonntag erweitert. Auch der Internetauftritt werde ausgebaut. Andererseits würden „einige wenige Sendungen aufgegeben beziehungsweise gekürzt“. Erhalten blieben die täglichen Kultur-Kommentare und ein wöchentlicher Radio-Essay sowie das Journal am Abend zu den wichtigsten aktuellen Ereignissen des Tages. Eine „permanente ‚Zukunftswerkstatt‘“ solle dauerhaft Raum für Experimente im Programm bieten.  An Feiertagen werde ein einstündiges Musikfeature gesendet. Dafür seien zehn Sendeplätze pro Jahr vorgesehen.
Am 7. Oktober 2012 startete das neue sonntägliche aktuelle Kulturmagazin WDR 3. Kultur am Sonntag.

### Causa Lemke-Matwey
Am 5. Mai 2014 beendete der WDR die Zusammenarbeit mit der Redakteurin Christine Lemke-Matwey, die auf WDR 3 regelmäßig die Sendung Klassik-Forum moderierte. Der WDR begründete diese Handlung mit „Illoyalität“ und berief sich auf einen in der Zeit erschienenen Artikel von Lemke-Matwey, in dem sie den Führungskräften der öffentlich-rechtlichen Rundfunkanstalten u. a. ein „militantes Desinteresse an Hochkultur“ vorwarf, das sich in der sukzessiven Marginalisierung von Kultur und insbesondere klassischer Musik im Angebot der Rundfunkanstalten äußere. Die Reaktion des WDR wurde in der Presse als unverhältnismäßig kommentiert.

### Reform 2016
Bei der zu Beginn des Jahres 2016 in Kraft getretenen Programmreform, die gleichzeitig mit Änderungen beim Programm WDR 5 vorgenommen wurde, stach die Einführung eines festen Sendeplatzes für Hörspiele von Montag bis Freitag in der Stunde ab 19 Uhr hervor, dies jedoch vor dem Hintergrund einer Einsparung von 1,5 Millionen Euro bei der Produktion beider Programmwellen. In Presseberichten hieß es, zehn Prozent der Planstellen fielen bis 2020 weg; bezogen auf WDR 3 sind das acht Vollzeitmitarbeiter.

## Moderatoren (Auswahl)
- Claudia Behlemann
- Kornelia Bittmann
- David Eisermann
- Daniel Finkernagel
- Ulrike Froleyks
- Annette Hager
- Nina Heinrichs
- Daniel Hope
- Jörg Lengersdorf
- Götz Alsmann
- Philipp Quiring
- Raoul Mörchen
- Katja Schwiglewski
- Michael Struck-Schloen